# ガルーダ航空206便ハイジャック事件
ガルーダ・インドネシア航空206便ハイジャック事件とは、インドネシアで発生したハイジャック事件である。

## 事件発生
1981年3月28日、ガルーダ・インドネシア航空206便（DC-9型ジェット旅客機）は午前10時10分にジャカルタを離陸し、南スマトラのパレンバンを経由して北スマトラのメダンに向かう予定だった。
離陸から約20分後、短機関銃、ピストル、手榴弾、ナイフなどで武装した5人組がハイジャックされたことを宣言した。インドネシアでは前年8月に爆発物によると思われる墜落事故と地上での荷物室の爆発事故が発生し、搭乗時のチェックは厳重だったが、約半年を経て警戒が緩んだ隙を狙った犯行であった。
犯人は機長にマレーシアのペナン行きを要求した。ペナンで60人分の食糧と英語、インドネシア語の航空図を要求し、これが受け入れられたため、犯人は気分の優れなかった女性1人を解放した。その後、タイのバンコクに向かわせた。
午後5時20分、バンコク郊外のドンムアン国際空港に着陸。タイ政府はアモン通信運輸相を犯人側との交渉に当たらせたが、犯人は燃料の給油を要求し、給油後、無線を切ったため交渉は進まなかった。着陸直後から冷房が切れており、機内は蒸し風呂のようであった。

## 交渉
28日夜、インドネシアのヨカ・ソゴモ陸軍中将（中央情報部長）が現地に到着し、犯人側はジャワとスマトラの刑務所に収監中の政治犯80人を29日午後1時までに釈放するよう求めた。また、スリランカのコロンボに向かうため、DC-9に換えて航続距離の長い航空機とパイロットを手配するよう求め、応じなければ機体を爆破すると脅した。
インドネシアのスハルト大統領は政治犯の釈放に応じた。しかし、各地の刑務所に散らばっている多数の政治犯を一箇所に集めて釈放することは容易ではなかった。また、犯人らの受け入れ先を探すことも問題であった。
さらに犯人は、アメリカの企業から賄賂を受けているとして、マリク副大統領の処罰と、インドネシア在住のユダヤ人、イスラエル人を同国から追放することも要求した。
タイ政府は平和的解決を望み、犯人の受け入れ先としてスリランカ政府と積極的に交渉した。しかし、スリランカ政府は態度を硬化させた。
29日、タイ政府は「犯人は5人ないし6人のイスラム国家樹立を狙うイスラム過激派インドネシア人であり、人質の乗客44人は相当疲労している模様」と発表した。
一方、インドネシア政府の態度は強硬であり、新たにベニー・マブダニー陸軍中将を代表とする交渉団をバンコクに派遣した。交渉団の到着は29日夜か30日朝であった。
犯人は「先の設定期限を午後9時まで延期する」と伝えた。乗っ取りから1日半が経過した29日深夜になっても交渉は難航していた。スリランカ行きが困難であることが分かり、新たな受け入れ先を模索した。
30日未明、インドネシア政府の交渉団が航続距離の長いDC-10で特殊部隊と共にバンコクに到着した。団長のマブダニー中将はタイのプレム首相と対応を協議した。
その結果、ハイジャック犯を第三国に向かわせず、ドンムアン空港に留めたままにする、強硬策を採る場合はインドネシア特殊部隊はタイ軍の指揮下に入る、突入は犯人の出方によって決める、外国人の保護を優先する、極力事態の平和的解決を目指すことで双方の意見は一致した。
だが、30日午前になっても交渉は膠着状態が続き、さらに犯人は先の政治犯釈放に加えて身代金150万ドルを要求し、これを午後9時までに実行するよう求めた。
タイ政府は交渉で時間稼ぎをし、犯人の疲労を待って行動するなど慎重であったのに対し、インドネシア政府は犯人の要求を拒否し、必要であれば特殊部隊を突入させることを主張し、強硬な態度を崩さず、両国の意見にはかなりの食い違いがあった。
同日、インドネシア政府は犯人が釈放を要求した政治犯のうち52人をジャカルタに集結させたことを交渉団に伝えたが、実際に釈放を実行する意図を持っていたかは疑問であり、むしろ犯人を油断させて突入するための作戦であった。
犯人は同日午後、食糧補給のため空港関係者2名が近付くことを許可し、彼らは食糧を運び込むと同時に人質の状況を尋ね、機内の状況を探ろうとしたが果たせなかった。

## 突入
31日午前1時ごろ、タイ政府のスポークスマンが記者団に状況を説明し、インドネシア政府の交渉団が拘置中の政治犯92人のリストを提示し、その中から80人を指名するよう犯人に伝えたこと、犯人は27人を選び、残る53人の選定は当局に委任し、80人の政治犯到着は午前6時半の予定であることを発表した。
インドネシア政府は31日早朝、特殊部隊の突入を決定した。黒シャツ、黒ズボン、ベレー帽で身を固めた約20人の部隊が駐機中の206便に三方向から接近した。
数人がアルミの梯子をかけて主翼に登り、二つのドアを開けて機内に突入した。午前2時45分であった。この時、ハイジャック犯は通路とコックピットでコーランの御経を唱え、朝の祈りを捧げているところだった。
銃撃戦はたった3分で終わり、犯人5人のうち3人が射殺され、2人は逮捕されたが後に死亡した。突入隊員1人とパイロットが死亡したが、人質の乗客乗員44人は無事だった。
突入は完全な奇襲であり、犯人の日課が隙となった。交渉は突入のための偽装であった。

## 事件後
ハイジャック事件は発生から約65時間ぶりに解決した。しかし、タイ政府はインドネシア特殊部隊の行動に不満を示した。インドネシア政府が首相との協定を守らなかったからであった。